# Champdor-Corcelles
Champdor-Corcelles és un municipi nou francès, situat al departament de l'Ain i a la regió d'Alvèrnia-Roine-Alps.
El municipi creat l'1 de gener de 2016 per la fusió de Champdor i Corcelles.